# Instituto do Memorial das Artes Gráficas do Brasil
Museu de Artes Gráficas (MAG) é o primeiro museu brasileiro dedicado a cartum, charge, caricatura, quadrinhos e ilustração. Foi inaugurado em 16 de dezembro de 2002 no prédio do Arquivo Público do Estado de São Paulo com um acervo com cerca de 7 mil trabalhos. A direção ficou a cargo de Gualberto Costa e Douglas Quinta Reis. Associado ao MAG, foi criado o Instituto Memorial de Artes Gráficas do Brasil (IMAG), que atualmente coordena, entre outras atividades, o Troféu HQ Mix.
Em abril de 2003, a secretária de Cultura do Estado de São Paulo, Claudia Costin, decidiu fechar o MAG, alegando que ele não teria importância artística e cultural. A decisão foi alvo de manifestações e protestos de pessoas ligadas às artes gráficas e aos quadrinhos, que rebateram todas as críticas da secretária. Também foi entregue um dossiê de cerca de mil páginas com todos os projetos e exposições programadas para o ano, que incluíam a participação de personalidades como Ziraldo, Jota Carlos e Fernando Gonsales. Após reuniões com os envolvidos, a decisão foi revertida no mês seguinte e o MAG foi transferido para Piracicaba.